# USS Clamagore (SS-343)
USS Clamagore (SS-343) là một  tàu ngầm lớp Balao được Hải quân Hoa Kỳ chế tạo trong Chiến tranh Thế giới thứ hai. Nó là chiếc tàu chiến duy nhất của Hải quân Hoa Kỳ được đặt cái tên này, theo tên một loài trong chi Scarus thuộc họ Cá mó. Hoàn tất quá trễ để có thể tham gia Thế Chiến II, nó lần lượt được nâng cấp trong khuôn khổ các Dự án GUPPY II và GUPPY III để tiếp tục phục vụ trong giai đoạn Chiến tranh Lạnh cho đến năm 1975. Con tàu được giữ lại như một tàu bảo tàng tại Patriot's Point thuộc ngoại vi Charleston, South Carolina, là kiểu mẫu tàu ngầm GUPPY III duy nhất còn tồn tại, và được công nhận là một Danh lam Lịch sử Quốc gia Hoa Kỳ từ năm 1988. Tuy nhiên tình trạng vật chất kém của con tàu cộng với việc thiếu kinh phí bảo trì đã đưa đến quyết định tháo dỡ con tàu vào năm 2022.

## Thiết kế và chế tạo
Thiết kế của lớp Balao được cải tiến dựa trên  tàu ngầm lớp Gato dẫn trước, là một kiểu tàu ngầm hạm đội có tốc độ trên mặt nước cao, tầm hoạt động xa và vũ khí mạnh để tháp tùng hạm đội chiến trận. Khác biệt chính so với lớp Gato là ở cấu trúc lườn chịu áp lực bên trong dày hơn, và sử dụng thép có độ đàn hồi cao (HTS: High-Tensile Steel), cho phép lặn sâu hơn đến 400 ft (120 m). Con tàu dài 311 ft 9 in (95,02 m) và có trọng lượng choán nước 1.526 tấn Anh (1.550 t) khi nổi và 2.424 tấn Anh (2.463 t) khi lặn. Chúng trang bị động cơ diesel dẫn động máy phát điện để cung cấp điện năng cho bốn động cơ điện, đạt được công suất 5.400 shp (4.000 kW) khi nổi và 2.740 shp (2.040 kW) khi lặn, cho phép đạt tốc độ tối đa 20,25 hải lý trên giờ (37,50 km/h) và 8,75 hải lý trên giờ (16,21 km/h) tương ứng. Tầm xa hoạt động là 11.000 hải lý (20.000 km) khi đi trên mặt nước ở tốc độ 10 hải lý trên giờ (19 km/h) và có thể hoạt động kéo dài đến 75 ngày.
Tương tự như lớp Gato dẫn trước, lớp Balao được trang bị mười ống phóng ngư lôi 21 in (530 mm), gồm sáu ống trước mũi và bốn ống phía phía đuôi tàu, chúng mang theo tối đa 24 quả ngư lôi. Vũ khí trên boong tàu gồm một hải pháo 4 inch/50 caliber, một khẩu pháo phòng không Bofors 40 mm nòng đơn và một khẩu đội Oerlikon 20 mm nòng đôi, kèm theo hai súng máy .50 caliber. Trên tháp chỉ huy, ngoài hai kính tiềm vọng, nó còn trang bị ăn-ten radar SD phòng không và SJ dò tìm mặt biển. Tiện nghi cho thủy thủ đoàn bao gồm điều hòa không khí, thực phẩm trữ lạnh, máy lọc nước, máy giặt và giường ngủ cho hầu hết mọi người, giúp họ chịu đựng cái nóng nhiệt đới tại Thái Bình Dương cùng những chuyến tuần tra kéo dài đến hai tháng rưỡi.
Clamagore được đặt lườn tại xưởng tàu của hãng Electric Boat Company ở Groton, Connecticut vào ngày 16 tháng 3, 1944. Nó được hạ thủy vào ngày 25 tháng 2, 1945, được đỡ đầu bởi cô Mary Jane Jacobs, và được cho nhập biên chế cùng Hải quân Hoa Kỳ vào ngày 28 tháng 6, 1945 dưới quyền chỉ huy của Hạm trưởng, Trung tá Hải quân S.C. Loomis, Jr.

## Lịch sử hoạt động

### 1945 - 1975
Clamagore thoạt tiên được điều đến Key West, Florida, đến nơi vào ngày 5 tháng 9, 1945, và hoạt động cùng với các đơn vị khác cũng như với Trường Sonar Hạm đội. Nó từng thực hiện những chuyến đi đến Cuba và quần đảo Virgin cho đến ngày 5 tháng 12, 1947, khi nó đi đến Xưởng hải quân Philadelphia để được hiện đại hóa trong khuôn khổ Chương trình Công suất đẩy dưới nước lớn hơn (GUPPY II) và trang bị ống hơi, giúp cải thiện đáng kể tốc độ lặn dưới nước và tầm xa hoạt động.
Hoàn tất việc nâng cấp, Clamagore quay trở lại Key West vào ngày 6 tháng 8, 1948, và tiếp nối các hoạt động tại chỗ và tại khu vực biển Caribe trong suốt tám năm tiếp theo. Chiếc tàu ngầm cũng từng được phái sang hoạt động cùng Đệ Lục hạm đội tại Địa Trung Hải từ ngày 3 tháng 2 đến ngày 16 tháng 4, 1953.
Clamagore đã viếng thăm New London, Connecticut và Newport, Rhode Island vào đầu năm 1957 trước khi quay trở về Key West vào ngày 13 tháng 3. Từ ngày 23 tháng 9 đến ngày 7 tháng 12, nó tham gia cuộc tập trận của Khối tại vùng biển Bắc Đại Tây Dương, và trong dịp này đã viếng thăm Portsmouth, Anh và Argentia, Newfoundland. Nó đi đến cảng nhà mới Charleston, South Carolina vào ngày 29 tháng 6, 1959, và đến ngày 5 tháng 4, 1960 đã lên đường cho một lượt phục vụ khác cùng Đệ Lục hạm đội tại Địa Trung Hải, kéo dài cho đến tháng 7. Sau khi quay trở về Charleston, nó tiếp tục các hoạt động thường lệ tại vùng bờ Đông Hoa Kỳ.
Đến năm 1962, Clamagore trở thành một trong chín tàu ngầm tiếp tục được hiện đại hóa sâu rộng trong khuôn khổ Chương trình Công suất đẩy dưới nước lớn hơn (GUPPY III). Để đủ chỗ cho các thiết bị điện tử và phòng bản đồ, thân tàu được kéo dài thêm một đoạn 15 ft (4,6 m) phía trước phòng điều khiển, cấu trúc thượng tầng bằng nhựa, và được bổ sung hệ thống sonar đo xa thụ động BQG-4 PUFF (Passive Underwater Fire Control Feasibility System: Hệ thống Điều khiển hỏa lực thụ động dưới nước khả thi), bao gồm ba cảm biến dạng vây cá mập. Con tàu hoàn tất việc nâng cấp GUPPY III vào tháng 2, 1963, và được điều động sang Hải đội Tàu ngầm 2 đặt căn cứ tại Groton, Connecticut.

### Tàu bảo tàng
Clamagore được cho xuất biên chế vào ngày 12 tháng 6, 1975 và rút tên khỏi danh sách Đăng bạ Hải quân vào ngày 27 tháng 6, 1975. Con tàu được trao tặng để làm một tàu bảo tàng vào ngày 6 tháng 8, 1979.
Clamagore đi đến Bảo tàng Hải quân và Hàng hải Patriot's Point tại Charleston, South Carolina vào tháng 5, 1981, nơi nó neo đậu như một tàu bảo tàng bên cạnh tàu sân bay Yorktown (CV-10) và tàu khu trục Laffey (DD-724). Clamagore được liệt kê trong Sổ bộ Địa danh Lịch sử Quốc gia Hoa Kỳ và được công nhận là một Danh lam Lịch sử Quốc gia vào ngày 29 tháng 6, 1989. Đến lúc này, nó là chiếc tàu ngầm GUPPY III duy nhất còn lại tại Hoa Kỳ, tiêu biểu cho việc Hải quân Hoa Kỳ tiếp tục sử dụng tàu ngầm chạy diesel-điện trong hai thập niên đầu sau Thế Chiến II, là lực lượng tàu ngầm nòng cốt cho đến giữa thập niên 1960.

### Tháo dỡ
Do thân tàu Clamagore bị hư hỏng nghiêm trọng, trong nhiều dịp Bảo tàng Patriot's Point đã nhiều lần tìm biện pháp bảo tồn con tàu. Vào ngày 10 tháng 1, 2017, hạt Palm Beach thông qua một ngân quỹ để đánh chìm con tàu như một dải san hô nhân tạo;  nhưng đến ngày 16 tháng 4, 2019, một nhóm cựu chiến binh tàu ngầm đã kiện tiểu bang South Carolina nhằm cứu con tàu. Đến đầu năm 2020, bảo tàng có kế hoạch đánh chìm tại dải đá ngầm Vermilion trước mùa bão 2021;  rồi sang năm tiếp theo bảo tàng thông báo kế hoạch tháo dỡ chiếc tàu ngầm vì không thể hỗ trợ chi phí bảo tồn nó.
Vào mùa Hè năm 2022, Bảo tàng Patriot's Point bắt đầu quá trình tháo dỡ Clamagore.

## Những hình ảnh

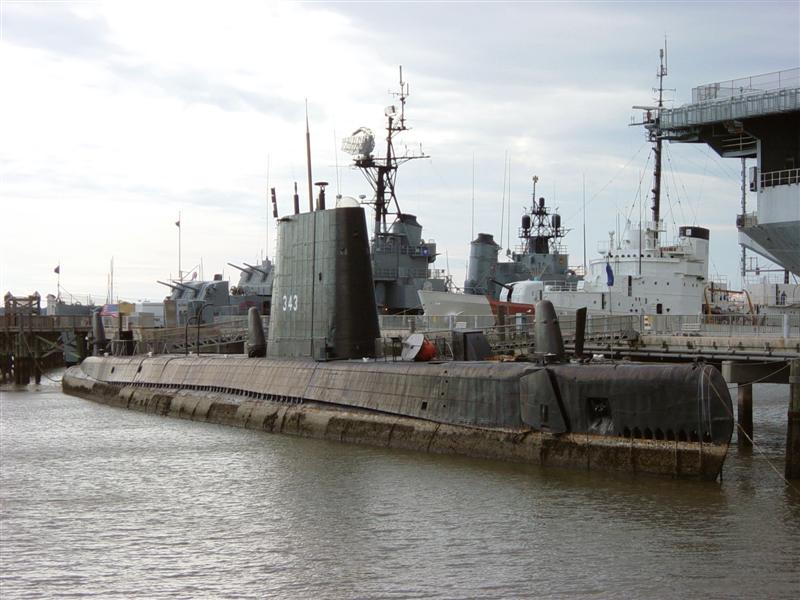
USS Clamagore vào ngày 24 tháng 11, 2003. Ba vòm sonar dạng vây cá mập đặc trưng cho hệ thống sonar thụ động PUFFS.
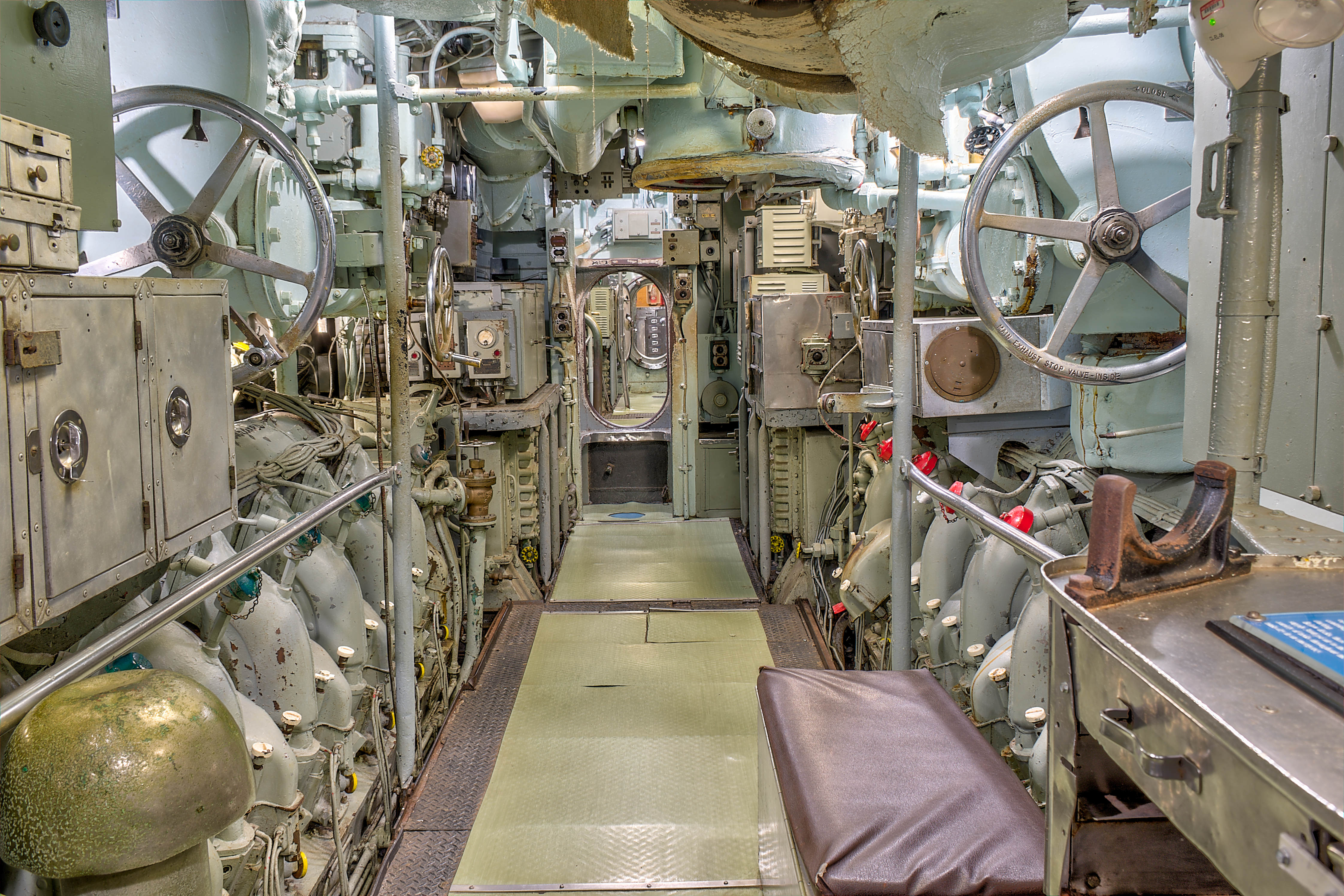
Bên trong USS Clamagore

## Phần thưởng
Nguồn: Navsource Naval History.
|  |  |             |
|  |  | Bronze star |

| Đơn vị Tuyên dương Anh dũng Hải quân | Huân chương Viễn chinh Hải quân         | Huân chương Chiến dịch Hoa Kỳ                                   |
| Huân chương Chiến thắng Thế Chiến II | Huân chương Phục vụ Chiếm đóng Hải quân | Huân chương Phục vụ Phòng vệ Quốc gia với 1 Ngôi sao Chiến trận |